# Sergia inequalis
Sergia inequalis är en kräftdjursart som först beskrevs av Martin D. Burkenroad 1940.  Sergia inequalis ingår i släktet Sergia och familjen Sergestidae. Inga underarter finns listade i Catalogue of Life.